# 柔弱黄芩
柔弱黄芩（学名：Scutellaria tenera）为唇形科黄芩属下的一个种。

## 扩展阅读
- 維基物種上的相關：柔弱黄芩